# Luca Ranieri
Luca Ranieri (23. duben 1999 La Spezia, Itálie) je italský fotbalový obránce, který hraje za italskou Fiorentinu a za italskou reprezentaci.

## Statistika

### Klubová
| Sezóna               | Klub                 | Liga                 | Liga   | Liga | Ligové poháry | Ligové poháry | Ligové poháry | Kontinentální poháry | Kontinentální poháry | Kontinentální poháry | Celkem | Celkem |
| Sezóna               | Klub                 | Soutěž               | Zápasy | Góly | Soutěž        | Zápasy        | Góly          | Soutěž               | Zápasy               | Góly                 | Zápasy | Góly   |
| -------------------- | -------------------- | -------------------- | ------ | ---- | ------------- | ------------- | ------------- | -------------------- | -------------------- | -------------------- | ------ | ------ |
| 2018/19              | Foggia               | Serie B              | 29     | 0    | IP            | 0             | 0             | -                    | 0                    | 0                    | 29     | 0      |
| 2019/20              | Fiorentina           | Serie A              | 3      | 0    | IP            | 2             | 0             | -                    | 0                    | 0                    | 5      | 0      |
| 2020                 | Ascoli               | Serie B              | 10     | 0    | -             | 0             | 0             | -                    | 0                    | 0                    | 10     | 0      |
| 2020/21              | SPAL                 | Serie B              | 25     | 0    | IP            | 4             | 0             | -                    | 0                    | 0                    | 29     | 0      |
| 2021/22              | Salernitana          | Serie A              | 27     | 1    | IP            | 0             | 0             | -                    | 0                    | 0                    | 27     | 1      |
| 2022/23              | Fiorentina           | Serie A              | 9      | 0    | IP            | 3             | 0             | EKL                  | 7                    | 0                    | 19     | 0      |
| 2023/24              | Fiorentina           | Serie A              | 26     | 2    | IP+IS         | 4+0           | 0             | EKL                  | 13                   | 3                    | 43     | 5      |
| 2024/25              | Fiorentina           | Serie A              | 35     | 1    | IP            | 1             | 0             | EKL                  | 11                   | 2                    | 47     | 3      |
| Celkem za Fiorentinu | Celkem za Fiorentinu | Celkem za Fiorentinu | 73     | 3    | -             | 10            | 0             | -                    | 31                   | 5                    | 114    | 8      |
| Celkově              | Celkově              | Celkově              | 164    | 4    | -             | 14            | 0             | -                    | 31                   | 5                    | 209    | 9      |

## Úspěchy

### Reprezentační
- 1× na ME 21 (2025)